# Knovízský potok
Knovízský potok är ett vattendrag i Tjeckien. Det ligger i den centrala delen av landet, 19 km norr om huvudstaden Prag.